# Johanna Lecklinová
Johanna Lecklinová (nepřechýleně Johanna Lecklin; * 1972, Helsinky) je finská umělkyně a fotografka. Její díla jsou videa, fotografie a instalace využívající pohyblivé obrazy. 

## Životopis
Johanna Lecklinová dokončila svou diplomovou práci na Akademii výtvarných umění Vysoké školy umění a designu a doktorát z výtvarných umění získala v roce 2018. Ve svém výzkumu se zabývala participativním uměním a jeho etikou, se zaměřením na své vlastní umělecké dílo pro komunitní média Story Café (2004–2011). Story Café patří do sbírky Národní galerie. 
Předtím Lecklinová promovala na Akademii výtvarných umění v roce 2003 a titul z oboru filosofie získala na xxxxxxxxxxxUniversity of Helsinki v roce 2008. První samostatná výstava Lecklinové se uskutečnila v roce 1999 v Helsinkách. Díla umělkyně byla prezentována na několika mezinárodních výstavách a filmových a video festivalech. 

## Dílo
- Nejen o vášni, 2019, experimentální film, délka 13 min 51 sec. Spisovatelka, režisérka, střihačka a producentka Johanna Lecklin, kameramanka Kerttu Hakkarainen, zvukový design Jyri Pirinen. Distribuuje: AV list .
- Häkki, 2015, krátký film / video dílo, délka. V rolích Dorota Osinska, Anni Niskakoski, Janina Mattsoff, Maija Nurmio. Spisovatelka, režisérka, střihačka a producentka Johanna Lecklin, kameraman Mikael Gustafsson, zvukový inženýr Kimmo Vänttinen, zvukový design Jyri Pirinen. Distribuuje: AV list .
- Story Café, 2010, vícekanálová videoinstalace. Umělkyně a producentka Johanna Lecklin . Distribuuje: AV list .